# Радовановић
Радовановић је српско презиме, настало из српског имена Радован.
Познате особе са овим именом:
- Алекса Радовановић (1900–2004), ветеран Солунског фронта
- Вања Радовановић (рођен 1982), црногорска певачица
- Вујадин Радовановић (рођен 1962), српски стваралац стрипа и графичких романа
- Иван Радовановић (рођен 1988), српски фудбалер
- Маријана Радовановић (рођена 1972), српска певачица позната као Маја Маријана
- Нинослав Радовановић (рођен 1940), српски кардиохирург
- Ратко Радовановић (рођен 1956), бивши српски и југословенски кошаркаш
- Славко Радовановић (рођен 1962), бивши југословенски фудбалер